# テレラ山
テレラ山（スペイン語: Peña Telera、アラゴン語: Penya Telera、バスク語: Telera haitza）は、スペインのアラゴン州ウエスカ県にある山。イベリア半島の付け根付近を東西に連なるピレネー山脈を構成している。

## 地理

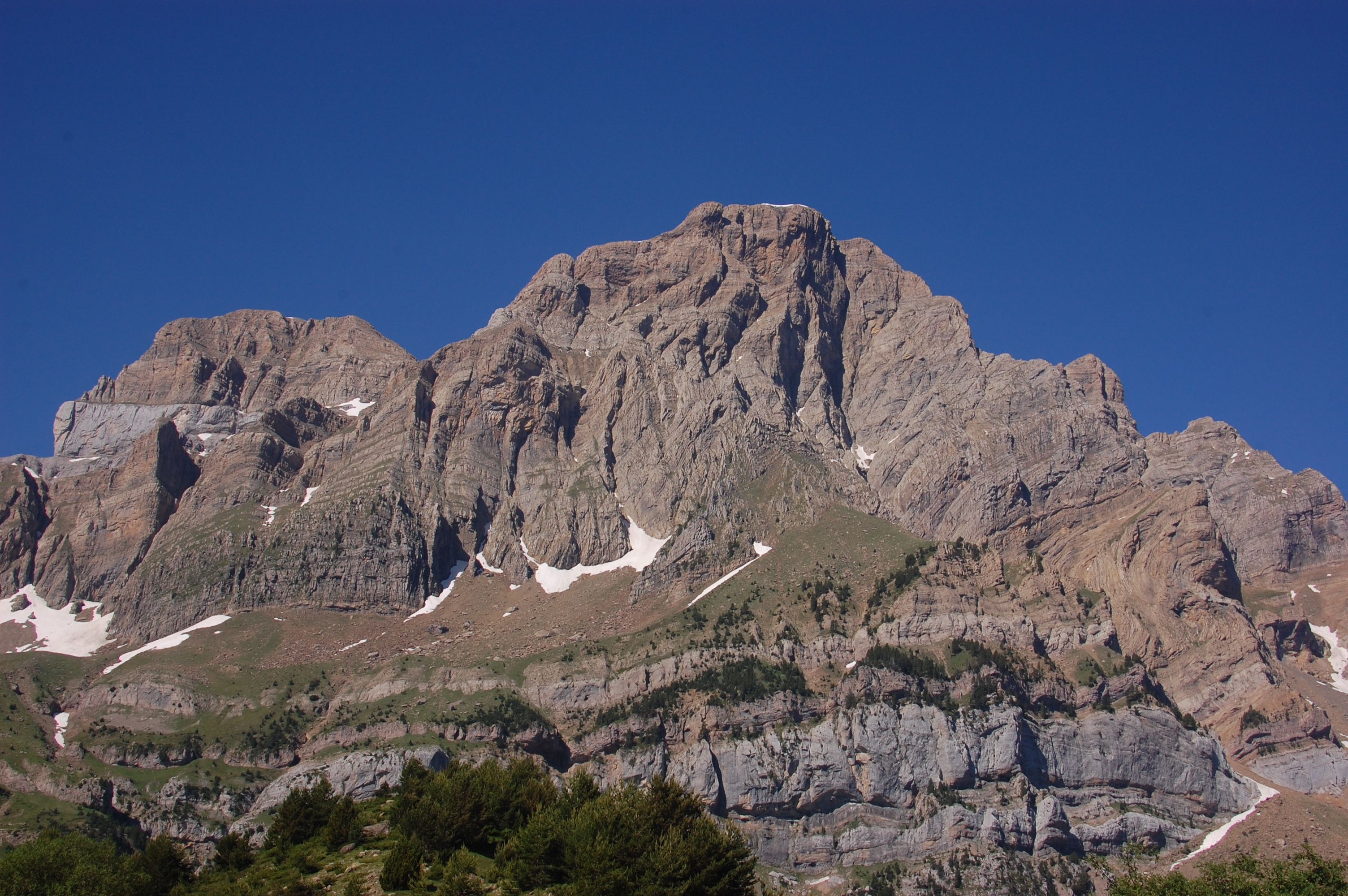
無雪期のテレラ山

主に石灰岩でできた山である。標高は2764 mまたは2762 m。北側からよりも南側から登る方が容易だとされているが、簡単に登頂が可能な山ではなく注意を要する。登山は一年中可能であるが、夏から秋にかけての時期が最も安全に登頂でき、冬期は大きな危険を伴う場合がある。